# 滇芎
滇芎（学名：Physospermopsis delavayi）是伞形科滇芎属的植物，是中国的特有植物。分布在中国大陆的云南等地，生长于海拔1,000米至3,900米的地区，见于山坡草地，目前尚未由人工引种栽培。